# Pa'o (langue)
Ne doit pas être confondu avec Pa-O.
Le pa'o, aussi appelé pa’o ou taungthu(Pa'oပအိုဝ်ႏဘာႏသာႏ[audio], est une langue sino-tibétaine de la branche karen, parlée par les Pa’o en Birmanie.